# اکریلونیتریل
سیانواتن (با نام های دیگر وینیل سیانید و اکریلونیتریل) ماده‌ای شیمیایی با فرمول CH2CHCN است. عمدتاً از روش سوهیو ساخته می‌شود. در این فرایند، پروپیلن در یک واکنشگاه کاتالیزی سیال بستر با هوا و آمونیاک عمل می‌شود. سیال خروجی در یک واحد خوب دوسویه تصفیه و آکریلونیتریل از طریق تقطیر جز به جز جدا می‌شود.
```
2CH
3
-CH=CH
2
 + 2NH
3
 + 3O
2
 → 2CH
2
=CH-C≡N + 6H
2
O
```

## پلی‌اکریلونیتریل Polyacrylonitrile
پلی‌اکریلونیتریل یا اکریلیک (PAN) از پلیمرهای مصنوعی نیمه بلوری الی با فرمول خطی C3H3N)n) می‌باشد.
منومر پلی‌اکریلونیتریل از وینیل سیانید یا اکریلونیتریل تشکیل می‌شود.
اکریلونیتریل با روش‌های صنعتی زیر قابل تهیه می‌باشند:
1. از ترکیب اکسید اتیلن با اسید سیانیدریک
2. از ترکیب استیلن با اسید سیانیدریک
3. از ترکیب استالدئید با اسید سینیدریک
4. روش سوهیو Sohio: در این روش پروپیلن را در اثر اکسایش به اکرولئین تبدیل کرده و سپس به آن آمونیاک اضافه می‌کنند. کمپلکس آمونیاک حاصل راآبگیری و هیروژنگیری کرده و اکرونیتریل تهیه می‌کنند.

## کاربردها

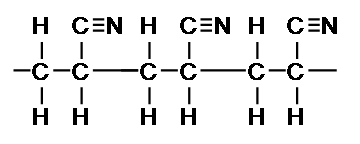
اکریلونیتریل

از پلی‌اکریلونیتریل تحت عنوان الیاف اکریلیک به شکل گسترده در نساجی استفاده می‌شود.
هموپلیمر اکریلیک به عنوان الیاف در سیستم‌های تصفیه گاز داغ، سایبان در فضای باز، در بادبان قایق‌های بادبانی و در الیاف درون بتن استفاده می‌شود.
کوپلیمر پلی‌اکریلونیتریل اغلب به عنوان الیاف در لباس‌های دارای بافت مانند جوراب و ژاکت و نیز به عنوان چادر در فضای باز و مانند آن استفاده می‌شود.
PAN دارای خواصی شامل چگالی کم، پایداری حرارتی مطلوب، استحکام بالا و مدول الاستیسیته مناسب است. این ویژگی‌های منحصر به فرد سبب شده‌اند PAN یک پلیمر اساسی در تکنولوژی پیشرفته باشد.
خواص مکانیکی مطلوب از جمله استحکام کششی بالا و مدول کششی متوسط سبب شده‌اند که از PAN در سازه‌های کامپوزیتی برای هواپیماهای نظامی و تجاری مورد تجوه قرار گیرند.
همچنین از اکریلیک به عنوان پیش ماده برای تولید فیبر کربن استفاده می‌شود.

## ریسیدن الیاف اکریلیک
پلی‌اکریلونیتریل را نمی‌توان با روش ذوب‌ریسی تبدیل به لیف کرد؛ زیرا پیش از ذوب شدن، تجزیه شده و زغالی می‌گردد، بنابراین آن را با روش ریسیدن مرطوب یا ریسیدن خشک، تبدیل به لیف می‌کنند. بدین منظور پلیمر را با غلظت ۲۰–۳۰ درصد (بسته به وزن مولکولی پلیمر و کوپلیمرهای آن) در حلال مناسب، حل کرده وتبدیل به لیف می‌سازند.
در سیستم ریسیدن خشک، محلول پلیمر پس از خروج از سوراخ‌های ریسنده که حدود ۳۰۰–۲۰۰ عدد سوراخ دارد، وارد ستون هوای متحرک و گرم که دارای حرارت ۲۳۰–۲۶۰ درجه سانتی گرد است، می‌شود (دمای جوش D.M.F 153 درجه سانتی‌گراد است) و پس از تبخیر حلال با سرعت ۱۰۰–۳۰۰ متر در دقیقه در روی بوبین جمع‌کننده جمع می‌شود و سپس تحت عملیات کشش و تکمیل لازم قرار می‌گیرد.
در سیستم ریسیدن مرطوب، محلول پلیمر پس از خروج از ریسنده که حدود ۱۰۰۰–۳۰۰۰۰ سوراخ دارد، با سرعت ۵–۲۰ متر بر دقیقه وارد حمام منعقدکننده می‌شود و سپس تحت عملیات کشش و تکمیل‌های لازم دیگر قرار می‌گیرد.
با وجود اینکه ریسیدن مرطوب آهسته می‌باشد، ولی به علت زیاد بودن سوراخ‌های ریسنده، مقدار تولید آن بالا می‌شد. سطح مقطع فیلامنت‌های تهیه شده از ریسیدن خشک به علت تبخیر حلال از فیلامنت و تخلیه حجم داخلی آن دمبلی شکل است. در صورتی که سطح مقطع فیلامنت‌های تهیه شده از ریسیدن مرطوب به علت جانشینی محلول حمام منعقدکننده با حلال تقریباً دایره‌ای شکل است، در نتیجه مقاومت لیف ریسیده شده به طریق خشک ۲–۳ گرم بر دنیر و مقاومت لیف ریسیده شده به طریق مرطوب ۳–۴ گرم بر دنیر می‌باشد.
در سیستم ریسیدن مرطوب می‌توان تغییرات مناسب در محلول پلیمر یا حمام منعقدکننده داد و فیلامنت مناسب تهیه کرد.

## ساختمان فیزیکی لیف پلی‌اکریلونیتریل
باوجود اینکه ساختمان شیمیایی پلی‌اکریلونیتریل نشان می‌دهد که در آن پیوندهای شیمیایی بین زنجیرهٔ Cross-Linkages وجود ندارد، ولی پلیمر به سختی در حلال‌های خود حل می‌شود. این عدم حلالیت را به علت وجود نیروهای ثانوی که بین زنجیرهای مجاور تشکیل می‌شود، نسبت می‌دهند. این نیروهای ثانوی از نوع پیوند هیدروژنی می‌بشاد که بین هیدروژن آلفا از یک زنجیر و نیتروژن از زنجیر مجاور تشکیل می‌شود. این پیوند قوی هیدروژنی را می‌توان به وسیلهٔ حلال‌های آلی و پلار برطرف کرد.
اسیدها و قلیایی‌ها با غلظت پایین، اثری بر روی لیف پلی‌اکریلونیتریل ندارند ولی پلیمر پلی‌اکریلونیتریل را می‌توان در حرارت بالا (حدود ۱۰۰ درجه سانتیگراد) به وسیلهٔ اسید غلیظ (مثل اسیدکلرئیدریک ۶ نرمال) به پلی اکریلیک اسید یا نمک سدیم پلی اکریلیک اسید (سدیم پلی اکریلات) تبدیل کرد.
لیف پلی‌اکریلونیتریل در اثر حرارت ابتدا زرد و سپس قهوه‌ای و سپس سیاه رنگ می‌شود. پس از ۶۰ ساعت در درجه حرارت ۲۰۰ درجه سانتیگراد با وجود اینکه کاملاً سیاه رنگ می‌شود، کاهش استحکام در آن دیده نمی‌شود، ولی حلالیت آن از بین می‌رود.